# Alterkülz
Alterkülz település Németországban, Rajna-vidék-Pfalz tartományban. Lakosainak száma 383 fő (2023. december 31.). Alterkülz Spesenroth, Wüschheim, Hasselbach, Laubach, Klosterkumbd, Neuerkirch, Michelbach és Fronhofen községekkel határos.

## Népesség
A település népességének változása:
| Lakosok száma | 428  | 407  | 415  | 403  | 381  | 380  | 383  |
|               | 1975 | 2014 | 2017 | 2019 | 2021 | 2022 | 2023 |